# Lijst van burgemeesters van Rockanje
Dit is een lijst van burgemeesters van de voormalige Nederlandse gemeente Rockanje in de provincie Zuid-Holland. De gemeente is per 1 januari 1980 opgeheven en opgegaan in de nieuwe gemeente Westvoorne.
| Ambtsperiode                  | Naam burgemeester                     | Partij of stroming | Bijzonderheden                 |
| ----------------------------- | ------------------------------------- | ------------------ | ------------------------------ |
| 1825 - 1852                   | Benjamin Vlielander                   |                    | tevens burgemeester van Naters |
| 1852 - 1884                   | George Frederik Lette                 |                    |                                |
| 1884 - 1900                   | Johan Wilhelm Hein jr.                |                    |                                |
| 1900 - 1919                   | F.J.D.C. Egter van Wissekerke         |                    |                                |
| 1919 - 1925                   | F.L.J.E. Rambonnet                    |                    |                                |
| 1925 - 1947                   | P.F. Zeeman                           |                    |                                |
| 1948 - 1957                   | H.E. Haak                             |                    |                                |
| 1957 - 1966                   | Jacob (J.) Spaans                     | PvdA               |                                |
| 1 juli 1967 - 16 oktober 1976 | Jhr. Jacob (J.) Alberda van Ekenstein | PvdA               |                                |